# ガッララーテ
ガッララーテ（伊: Gallarate）は、イタリア共和国ロンバルディア州ヴァレーゼ県にある、人口約5万4000人の基礎自治体（コムーネ）。

## 地理

### 位置・広がり

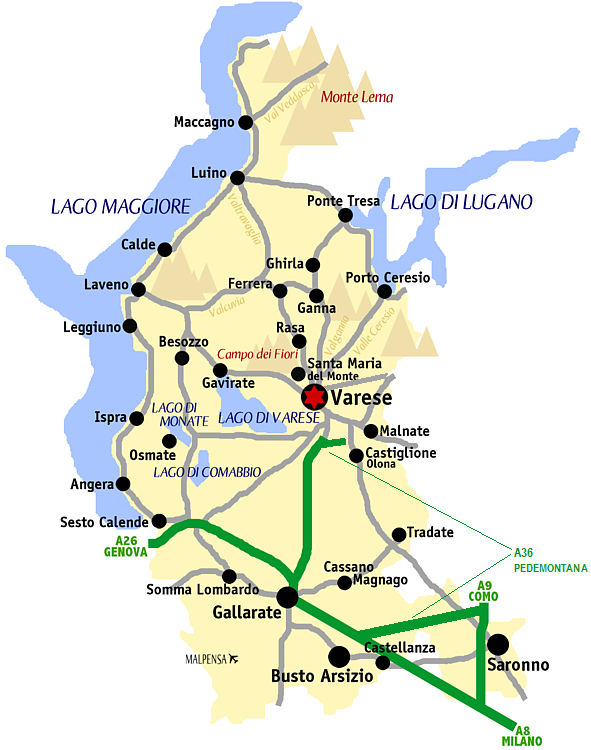
ヴァレーゼ県概略図

#### 隣接コムーネ
隣接するコムーネは以下の通り。
- アルサーゴ・セプリオ
- ベズナーテ
- ブスト・アルシーツィオ
- カルダーノ・アル・カンポ
- カゾラーテ・センピオーネ
- カッサーノ・マニャーゴ
- カヴァーリア・コン・プレメッツォ
- サマラーテ

### 地震分類
イタリアの地震リスク階級 (it) では、4 に分類される
。

## 社会

### 経済・産業
かつては航空会社のエア・イタリーが2018年まで本社を置いていた。

## 行政

### 分離集落
ガッララーテには、以下の分離集落（フラツィオーネ）がある。
- Arnate, Cajello, Cascinetta, Cedrate, Centro, Crenna, Madonna in Campagna, Moriggia, Ronchi, Sciarè

## 出身著名人
- イヴァン・バッソ （自転車ロードレース選手）